# الحزب الديمقراطي الحر
الحزب الديمقراطي الحر (بالألمانية: Freie Demokratische Partei)‏ هو حزب سياسي ألماني.

## تاريخ الحزب
نشأ الحزب الديمقراطي الحر (FDP) بألمانيا ممثلًا للاتجاه السياسي اللبرالي عام 1948 وقد كان أول من ترأس الحزب آنذاك هو السيد تيودور هويس. للحزب الديمقراطي الحر ممثلين داخل البرلمان الألماني وغالباً ما يكون طرفاً مشاركاً في التحالفات المشكلة، وتتمثل مبادئ الحزب الأساسية في توفير وضمان الحرية الشخصية للمواطن وتركيز المذهب الحر في التعاملات التجارية.
يترأس الحزب حالياً كريستيان ليندنر منذ كانون الأول 2013.